# Chacala
Chacala ist eine Ortschaft im Departamento Potosí im südamerikanischen Anden-Staat Bolivien.

## Lage im Nahraum
Die Ortschaft Chacala ist zentraler Ort des Kanton Chacala im Municipio Uyuni in der Provinz Antonio Quijarro. Der Ort liegt auf einer Höhe von 3830 m am rechten, nördlichen Ufer des episodisch fließenden Río Jalsun, der 20 Kilometer weiter südwestlich den Salzsee Salar de Uyuni erreicht.

## Geographie
Chacala liegt auf dem bolivianischen Altiplano in der großen Salzsteppe, der "Gran Pampa Salada", zwischen dem Salar de Uyuni im Westen und der Cordillera de Chichas im Osten. Das aride Klima der Region ist ein typisches Tageszeitenklima, bei dem die Temperaturunterschiede zwischen Tag und Nacht deutlicher ausfallen als zwischen den Jahreszeiten.
Die Jahresdurchschnittstemperatur der Region beträgt 9 °C (siehe Klimadiagramm Uyuni), die Monatswerte schwanken zwischen 5 °C im Juni/Juli und gut 11 °C in den Sommermonaten von November bis März. Der Jahresniederschlag erreicht kaum 150 mm, und während acht Monate lang nahezu kein Niederschlag fällt, reicht selbst der Sommerniederschlag mit Monatswerten zwischen 20 und 50 mm kaum für nennenswertes Pflanzenwachstum.

## Verkehrsnetz
Chacala liegt in einer Entfernung von 368 Straßenkilometern südwestlich von Potosí, der Hauptstadt des Departamentos.
Von Potosí aus führt die Nationalstraße Ruta 1 nach Nordwesten über Tarapaya, Yocalla und Ventilla und erreicht nach 203 Kilometern die Stadt Challapata. Von hier aus führt die Ruta 30 in südlicher Richtung über Santiago de Huari, Sevaruyo und Río Mulato Richtung Uyuni am gleichnamigen Salzsee Salar de Uyuni und erreicht nach weiteren 159 Kilometern die Ortschaft Chita. Sieben Kilometer vor Chita zweigt eine unbefestigte Seitenstraße nach Süden von der Ruta 30  ab und erreicht nach dreizehn Kilometern Chacala.

## Bevölkerung
Die Einwohnerzahl der Ortschaft ist in den vergangenen beiden Jahrzehnten um mehr als die Hälfte angestiegen:
| Jahr | Einwohner | Quelle       |
| ---- | --------- | ------------ |
| 1992 | 267       | Volkszählung |
| 2001 | 275       | Volkszählung |
| 2012 | 425       | Volkszählung |
| 2024 |           | Volkszählung |

Die Region weist einen hohen Anteil an Quechua-Bevölkerung auf, im Municipio Uyuni sprechen 43,4 Prozent der Bevölkerung Quechua.